# NGC 4877
NGC 4877 је спирална галаксија у сазвежђу Девица која се налази на NGC листи објеката дубоког неба.
Деклинација објекта је - 15° 16' 58" а ректасцензија 13h 0m 26,4s. Привидна величина (магнитуда) објекта NGC 4877 износи 12,4 а фотографска магнитуда 13,2. NGC 4877 је још познат и под ознакама MCG -2-33-86, IRAS 12577-1500, PGC 44761.